# Andrzej Dworak
Andrzej Dworak, né en 1944 à Łódź en Pologne et mort en 1972 au mont Blanc, est un alpiniste polonais.

## Biographie
Il fait ses débuts d'alpiniste en 1968 dans le massif des Tatras, et découvre les Dolomites en 1970. L'hiver suivant, dans le massif du Mont-Blanc, il effectue avec trois autres alpinistes polonais la première ascension hivernale de la voie Bonatti sur la face est du Grand Pilier d'Angle. Durant l'été 1971, il réussit la deuxième ascension du pilier central du Brouillard, au mont Blanc. Au cours de l'hiver suivant, il réalise des ascensions en Norvège dans le massif du Troll, pour revenir au mont Blanc durant l'été 1972 pour tenter de gravir la voie Major. Au cours de cette tentative, sa cordée est emportée par une chute de séracs survenue dans la traversée du Grand Couloir.